# Filmski festival u Cannesu
Filmski festival u Cannesu (francuski: le Festival international du film de Cannes ili jednostavnije le Festival de Cannes) jedan je od najprestižnijih filmskih festivala u svijetu. Prvi put je održan od 20. rujna do 5. listopada 1946. u ljetovalištu Cannesu, na jugu Francuske. Od tada festival se održava svake godine u svibnju.
Najprestižnija nagrada festivala je Zlatna palma (Palme d'Or) koja se dodjeljuje za najbolji film. Hrvatski kratki film „Čovjek koji nije mogao šutjeti” redatelja Nebojše Slijepčevića osvojio je Zlatnu palmu za najbolji kratki film 2024. kao prvi hrvatski film kojemu je to uspjelo.

## Ostale nagrade

### Dugometražni filmovi
- Grand Prix
- Prix de la mise en scène
- Prix du Jury
- Prix du scénario
- Prix d'interprétation féminine du Festival de Cannes
- Prix d'interprétation masculine du Festival de Cannes
- Prix un certain regard

### Kratkometražni filmovi
- Palme d'Or du Festival de Cannes - court métrage
- Prix du Jury - court métrage

### Ostali
- Camera d'Or – utemeljena 1978.

## Vanjske poveznice

### Ostali projekti
|  | Zajednički poslužitelj ima stranicu o temi Filmski festival u Cannesu, 2007. g. |
|  | Zajednički poslužitelj ima još gradiva o temi Filmski festival u Cannesu        |